# Liederbestenliste
Die Liederbestenliste ist eine seit 1984 bestehende Kritiker-Hitparade für deutschsprachige Liedkunst, die monatlich neu zusammengestellt wird. Am 12. Juli 2024 wurde die letzte Ausgabe in WDR 5 gesendet: Letzte Lieder – die etwas andere Bestenliste, von Michael Lohse mit Liedern über Abschiede, Todesfälle oder beendete Beziehungen.

## Geschichte
Im Jahre 1984 wurde die Liederbestenliste im Südwestfunk ins Leben gerufen und später von dessen Nachfolgesender SWR fortgeführt, um deutschsprachige Musik – auch abseits von Pop und Rock – zu fördern und ihr einen Platz im Radioprogramm zu sichern. 2003 stieg der SWR nach einigen Querelen aus dem Projekt aus, und die Juroren der Liederbestenliste gründeten den Verein Deutschsprachige Musik als neuen Träger. Seitdem wird die Liederbestenliste regelmäßig in diversen Radio-Musiksendungen in Deutschland, Österreich, Belgien und der Schweiz gespielt und in Zeitschriften wie Folker oder Neue Musikzeitung veröffentlicht. Die Liederbestenliste benennt monatlich eine CD des Monats und vergibt jährlich den Jahrespreis der Liederbestenliste sowie einen Förderpreis. Seit 2007 wird auch die CD des Jahres ausgezeichnet.
Im Juli 2014 wurde mit dem Lied Fering hüs der Gruppe Kalüün auch ein Lied in nordfriesischer Sprache in die ansonsten deutschsprachige Liederbestenliste aufgenommen.

## Jury
Die Jury der Liederbestenliste besteht aus Musikkritikern und Radiojournalisten. Die personelle Zusammensetzung ist dabei über die Jahre relativ konstant geblieben.

### Jurymitglieder
- Hans Jacobshagen (D) ehemals WDR, Moderator der Liederbestenliste in der Liederlounge auf WDR5 im Wechsel mit Michael Lohse[5]
- Dieter Kindl (D) Freies Radio Kassel (FRK)[6] "Liederleute"
- Petra Schwarz (D)[7] u. a. Oktoberklub, Festival des politischen Liedes, Festival Musik und Politik[8]
- Harald Justin[9](Ö) Stellvertretender Chefredakteur der Jazzthetik
- Michael Lohse (D) WDR, Moderator der Liederbestenliste-Sendung in der Liederlounge auf WDR5 im Wechsel mit Hans Jacobshagen[10]
- Michael Laages (D)[11] Radio Journalist ARD und div. anderen,
- Fredi Hallauer (CH) Musikredaktion Australien "Musik aus der Schweiz"[12]
- Tom Schroeder[13](D) Autor, Moderator, Veranstalter (SWR, HR, WDR, ARD), div. Festivale
- Uwe Thorstensen (D), Rechtsanwalt
- Hans Reul (B) (BRF)[14] Musikredakteur „Chansons, Lieder und Folk“, „Jazztime“, Künstl. Leiter des Ostbelgienfestivals
- Wolfgang Rumpf (D) NWR, Radio Bremen, SWF3[15]
- Katja Klüssendorf (D), Melodie & Rhythmus[16]
- Nikola Pfarr (D)[17], Literaturwissenschaftlerin

### Ehemalige Jurymitglieder
(Quelle: liederbestenliste.de)
- Hildegard Doebner († 2000)
- Nikolaus Gatter[19]
- Danuta Görnandt (RBB)
- Rainer Hannes (SWR)[20]
- Christian Hentschel[21]
- Reinhard Hippen († 2010)
- Manfred Horak (Wien)
- Thekla Jahn
- Eva Maria Kiltz (VUT)[22]
- Carl-Friedrich Krüger (Mainz)
- Thomas Rothschild
- Hanni Schmidt
- Karl-Heinz Schmieding[23]
- Hollow Skai
- Thomas Vogel († 2017)
- Anne Worst
- Ulrike Zöller
- Steffen Kolodziej[24]
- Sylvia Systermans[25]
- Stephan Rögner[26]
- Christian Beck (D) (Folker)[27]
- Peter Eichler (D) (MDR)[28]
- Kai Engelke[29]
- Silke Ayadin
- Mike Kamp (D) (Folker)[30]
- Michael Kleff (D/USA)[31]
- Karl-Heinz Schmieding
- Matthias Inhoffen[32]
- Martin Steiner[33] (CH)
- Karen Sophie Thorstensen (NL) († 2018)
- Barbara Preusler CH – Kulturprojektmanagement, LiederLobby Schweiz
- Tekla Jahn (D) WDR
- Ingo Nordhofen[34](D) Fotograf, Red. Folker
- Ralf Ilgner (D) WDR 5, Moderator Musikbonus
- Sebastian Lenth (D), FRK, Moderator „Aoxomoxoa“, „Die lange Rille“, „Jazzcafe“

## Jahresbeste
- 1984: Wolf Biermann – Der Deserteur
- 1985: Konstantin Wecker – Renn lieber, renn
- 1986: Franz Josef Degenhardt – Die Lehrerin
- 1987: Georg Ringsgwandl – Papst gsehng
- 1988: Franz Josef Degenhardt – Lied für die ich es sing
- 1989: Georg Ringsgwandl – Nix mitnehma
- 1990: Konstantin Wecker – Sturmbannführer Meier
- 1991: Christof Stählin – Unser Deutschland
- 1992: The Piano Has Been Drinking – Arche Noah
- 1993: Arsch huh, Zäng ussenander – Arsch huh, Zäng ussenander
- 1993: Konstantin Wecker – Die Ballade von Amadeu Antonio Kiowa
- 1994: Gundermann & Seilschaft – Sehnsucht nach dem Rattenfänger
- 1995: Franz Josef Degenhardt – Ja, es gibt diese Abende noch
- 1996: Reinhard Mey – Nein, meine Söhne geb' ich nicht
- 1997: Franz Hohler – Der Weltuntergang
- 1998: Manfred Maurenbrecher – Wessi
- 1999: Reinhard Mey – Das Narrenschiff
- 2000: Stefan Stoppok – Mülldeponie
- 2001: Hans-Eckardt Wenzel – Klassentreffen
- 2002: Dziuks Küche – In der Zeit
- 2003: Tinu Heiniger – Heimatlos
- 2004: Stefan Stoppok – Scheiße am Schuh
- 2005: Hans-Eckardt Wenzel – Sie werden kommen
- 2006: Duo Sonnenschirm – Brief aus Bagdad
- 2007: Stiller Has – Geischterbahn
- 2008: Hans-Eckardt Wenzel – Tausend Tode
- 2009: Dziuks Küche – Regenlied
- 2010: Manfred Maurenbrecher – Hoffnung für alle
- 2011: Stoppok plus Worthy – Zeit für ein Wunder
- 2012: Konstantin Wecker – Absurdistan
- 2013: Hans-Eckardt Wenzel – Die Erde ist da für dich und mich
- 2014: Strom & Wasser – Herr Minister
- 2015: Molden, Resetarits, Soyka, Wirth – Ho rugg
- 2016: Manfred Maurenbrecher – Kiewer Runde
- 2017: Wolfgang Rieck – Vergessene Helden
- 2018: Köster & Hocker – Wa’sch nit kenne
- 2019: Dota – Die Freiheit
- 2020: Christina Lux – Was zählt für mich

## Förderpreise
- 2004: Rosen & Gomorrha
- 2005: Christoph Weiherer
- 2006: Kitty Hoff
- 2007: Strom & Wasser
- 2008: Dota & die Stadtpiraten
- 2009: Johanna Zeul
- 2010: Felix Meyer
- 2011: Uta Köbernick
- 2012: Caro Kiste Kontrabass
- 2013: Maike Rosa Vogel
- 2014: Christoph Theußl
- 2015: Falk
- 2016: Nadine Maria Schmidt
- 2017: Tobias Thiele
- 2018: u.t.a. / Bastian Bandt
- 2019: Cynthia Nickschas
- 2020: Rosa Hoelger
- 2021: Marie Diot und Lennart Schilgen
- 2022: Louisa Specht

Die Jury des Förderpreises der Liederbestenliste besteht derzeit aus Katja Klüssendorf, Michael Lohse und Wolfgang Rumpf.